# Giovanni Gaspari
Giovanni Gaspari (ur. 6 czerwca 1963 w Pescarze) – włoski duchowny rzymskokatolicki, arcybiskup ad personam, nuncjusz apostolski w Korei Południowej, równocześnie akredytowany w Mongolii.

## Życiorys
Giovanni Gaspari urodził się 6 czerwca 1963 w Pescarze. Ukończył studia w Seminarium Duchownym w Pescarze. Święcenia prezbiteratu otrzymał 4 lipca 1987.
Po święceniach, kontynuował studia z prawa kanonicznego na Papieskim Uniwersytecie Gregoriańskim, gdzie uzyskał licencjat z teologii moralnej. W 1998 rozpoczął przygotowanie do służby dyplomatycznej przy Stolicy Apostolskiej na Papieskiej Akademii Kościelnej. 1 lipca 2001 rozpoczął pracę w dyplomacji watykańskiej. Pracował w nuncjaturach apostolskich w m.in. Iranie, Albanii, Meksyku, Litwie oraz w Sekcji ds. Relacji z Państwami w Sekretariacie Stanu.
21 września 2020 papież Franciszek mianował go nuncjuszem apostolskim w Angoli, równocześnie akredytowanym na Wyspach Świętego Tomasza i Książęca, a także arcybiskupem tytularnym Alba Maritima. Święcenia biskupie otrzymał 17 października 2020 w bazylice św. Piotra na Watykanie. Głównym konsekratorem był kardynał Pietro Parolin, sekretarz stanu Stolicy Apostolskiej, zaś współkonsekratorami arcybiskup Paul Gallagher, sekretarz ds. relacji z państwami w Sekretariacie Stanu Stolicy Apostolskiej, i Tommaso Valentinetti, arcybiskup metropolita Pescara-Penne.
2 marca 2024 został przeniesiony do nuncjatury apostolskiej w Korei Południowej z akredytacją w Mongolii.